# Министерство труда, солидарности и социального обеспечения Португалии
Министерство труда, солидарности и социального обеспечения (порт. Ministério do Trabalho, Solidariedade e Segurança Social) — министерство Правительства Португалии, отвечающее за управление вопросами, касающимися труда, технического или профессионального обучения и социального обеспечения. Действующий министр в XXIV Конституционном правительстве — Мария ду Росарио Пальма Рамальо (со 2 апреля 2024 года).

## История
Создано в 1916 году. С тех пор неоднократно упразднялось, восстанавливалось и реорганизовывалось под следующими названиями:
- Министерство труда и социальной защиты[порт.] (1916—1925)
- Подсекретариат государственных корпораций и социальной защиты населения (1933—1950)
- Министерство корпораций и социальной защиты (1950—1972)
- Министерство корпораций и социального обеспечения (1973—1974)
- Министерство социальных дел и Министерство труда[порт.] (1974—1983)
- Министерство труда и социального обеспечения (1983—1987)
- Министерство занятости и социальной защиты населения (1987—1995)
- Министерство квалификации и занятости[порт.] и Министерство солидарности и социального обеспечения (1995—1999)
- Министерство труда и солидарности (1999—2002)
- Министерство социальной защиты и труда (2002—2004)
- Министерство социальной защиты, семьи и детей и Министерство экономической деятельности и труда[порт.] (2004—2005)
- Министерство труда и социальной солидарности (2005—2011)
- Министерство солидарности и социального обеспечения[порт.] (2011—2013)
- Министерство солидарности, занятости и социального обеспечения[порт.] (2013—2015)
- Министерство труда, солидарности и социального обеспечения (26.11.2015 — настоящее время)

## Организационная структура
- Министр труда и социальной солидарности
  - Генеральный секретариат
  - Управление стратегии и планирования
  - Управление по условиям труда
  - Национальный совет по охране труда и безопасности на рабочем месте
  - Генеральный директорат по занятости и трудовых отношений
  - Генеральный инспектор
  - Финансовый консультант
  - Национальный совет по вопросам профессионального обучения
  - Институт информатики и статистики
- Государственный секретарь по вопросам социального обеспечения
  - Главное управление социальной защиты
  - Национальный совет по социальному обеспечению
  - Национальная комиссия по вопросам социальной интеграции
  - Институт управления активами капитализации социального обеспечения
  - Институт социального обеспечения
- Государственный секретарь по вопросам занятости и профессионального обучения
  - Институт занятости и профессиональной подготовки
  - Комиссия по вопросам равенства в области труда и занятости
  - Национальное агентство по квалификации
  - Программа по предупреждению и искоренению детского труда
- Заместитель государственного секретаря по вопросам реабилитации
  - Национальный институт реабилитации
  - Национальный совет по реабилитации и интеграции людей с ограниченными возможностями
  - Национальный Совет по развитию добровольчества
  - Национальная комиссия по защите группы риска детей и молодежи
  - Консультативный совет семьи